# کیم سونگ مین
کیم سونگ مین (کره‌ای: 김성민؛ ۱۴ فوریه ۱۹۷۳ – ۲۶ ژوئن ۲۰۱۶) بازیگر اهل کره جنوبی بود. از فیلم‌هایی که وی در آنها نقش داشته‌است می‌توان به زمان و وزن اشاره کرد.

## مرگ
در ۲۴ ژوئن ۲۰۱۶، همسر کیم سونگ مین با پلیس تماس گرفت تا وضعیت شوهرش را بررسی کنند و گفت که شوهرش پس از مشاجره‌ای که داشتند، تهدید به خودکشی کرده‌است. پلیس متوجه شد که کیم سونگ مین در تلاش برای خودکشی با دار زدن در حمام بود. در ۲۶ ژوئن، پلیس اعلام کرد که کیم سونگ مین از ۲۴ ژوئن در کما بوده‌است و در ساعت ۰۲:۰۰ بامداد (کی‌اس‌تی) برای او تشخیص مرگ مغزی داده شد. این تشخیص در ساعت ۱۰:۱۵ (کی‌اس‌تی) تأیید شد و خانوادهٔ کیم سونگ مین با اهدای اعضای بدن او موافقت کردند. پلیس نیز نامهٔ اهدای عضو را امضا کرد و عمل پیوند در بعد از ظهر انجام شد.